# Chaetocladius validus
Chaetocladius validus är en tvåvingeart som beskrevs av Lars Zakarias Brundin 1956. Chaetocladius validus ingår i släktet Chaetocladius och familjen fjädermyggor. Inga underarter finns listade i Catalogue of Life.